# Jon Drummond
Ne doit pas être confondu avec John Drummond.
Pour les articles homonymes, voir Drummond.
Jonathan A. Drummond dit Jon Drummond (né le 9 septembre 1968 à Philadelphie) est un athlète américain, spécialiste du sprint. Il a participé à une finale olympique sur 100 m (5e en 2000 à Sydney) et à une finale des Championnats du monde sur 200 m (7e en 1997 à Athènes).
Avec le relais américain du 4 × 100 mètres, il remporte le titre olympique en 2000 ainsi que deux titres mondiaux en 1993 et 1999. Il a détenu le record du monde de cette discipline de 1993 à 2008 en 37 s 40 avec ses compatriotes Andre Cason, Dennis Mitchell et Leroy Burrell.

## Biographie
Né à Philadelphie en Pennsylvanie, Jon Drummond est connu pour être l'un des sprinters les plus rapides pour jaillir hors des starting blocks.
En 1991, Drummond remporte le 200 m aux Universiades. En 1993, aux championnats du monde, Drummond est le premier relayeur du 4 × 100 m américain qui remporte l'or et égale le record du monde en 37"40 pendant les demi-finales. Deux ans plus tard, il est le second relayeur de l'équipe américaine éliminée en série du 4 × 100 m après un passage de témoin manqué entre Drummond et Tony McCall.
Drummond est à nouveau le premier relayeur lorsque le relais américain se classe deuxième derrière le Canada aux Jeux olympiques d'été de 1996. Sur 100 m, il atteint les demi-finales. En 1997, Drummond remporte son unique titre national sur 200 m et termine septième des championnats du monde. En 1999, souffrant d'une méningite, il réussit à revenir et participe au relais victorieux aux championnats du monde
Aux Jeux olympiques d'été de 2000 à Sydney, Drummond, cinquième sur 100 m, remporte le titre en relais avec Bernard Williams, Brian Lewis et Maurice Greene. Aux championnats du monde d'athlétisme de 2001, Drummond est à nouveau sélectionné comme premier relayeur, mais souffrant d'une crampe dès la moitié de son relais vers Mickey Grimes, il ne peut courir en finale.
En 2002, Drummond participe à la Coupe du monde des nations pour les États-Unis, terminant quatrième sur 100 m et remportant le relais avec Jason Smoots, Kaaron Conwright et Coby Miller.
En 2003, aux Championnats du monde de Paris, il est disqualifié en quart de finale du 100 m pour un faux départ, alors que la règle vient de changer en début d'année: désormais, un seul faux départ par course est autorisé,  le responsable de tout autre départ anticipé étant disqualifié même s'il n'a pas provoqué le premier. Il conteste cette décision et répète qu'il n'a pas bougé avant le coup de feu (« I did not move »). Il refuse ensuite de quitter le stade, allant même jusqu'à se coucher sur la piste pendant plusieurs minutes avant de la quitter plus tard en larmes, retardant les autres courses de près d'une heure. Les données électroniques montrent un temps de réaction de 59 millièmes de seconde alors que la limite acceptée est de 100 millièmes,.
Drummond travaille désormais comme entraîneur de fitness à Arlington (Texas).

## Palmarès
| Date | Compétition                    | Lieu      | Résultat | Épreuve   |
| ---- | ------------------------------ | --------- | -------- | --------- |
| 1991 | Universiade                    | Sheffield | 1er      | 200 m     |
| 1993 | Championnats du monde en salle | Toronto   | 4e       | 60 m      |
| 1993 | Championnats du monde          | Stuttgart | 1er      | 4 × 100 m |
| 1996 | Jeux olympiques                | Atlanta   | 2e       | 4 × 100 m |
| 1997 | Championnats du monde          | Athènes   | 7e       | 200 m     |
| 1999 | Championnats du monde          | Séville   | 1er      | 4 × 100 m |
| 2000 | Jeux olympiques                | Sydney    | 1er      | 4 × 100 m |
| 2000 | Jeux olympiques                | Sydney    | 5e       | 100 m     |
| 2002 | Coupe du monde des nations     | Madrid    | 4e       | 100 m     |
| 2002 | Coupe du monde des nations     | Madrid    | 1er      | 4 × 100 m |

## Records
| Épreuve | Performance | Lieu         | Date         |
| ------- | ----------- | ------------ | ------------ |
| 100 m   | 9 s 92      | Indianapolis | 12 juin 1997 |
| 200 m   | 20 s 03     | Bruxelles    | 22 août 1997 |

- Record du monde du relais 4 × 100 m en 37 s 40, réalisé le 21 août 1993 avec Andre Cason, Dennis Mitchell et Leroy Burrell (record détenu depuis le 8 août 1992 par un autre relais américain composé de Marsh-Burrell-Mitchell-Lewis égalé)

## Distinctions personnelles
- Reçoit le "Président's Award" de la Fédération américaine en 2003 pour l'ensemble de son action au profit de l'USATF (la Fédération américaine d'athlétisme)